# Łazienkowska-Stadtautobahn in Warschau

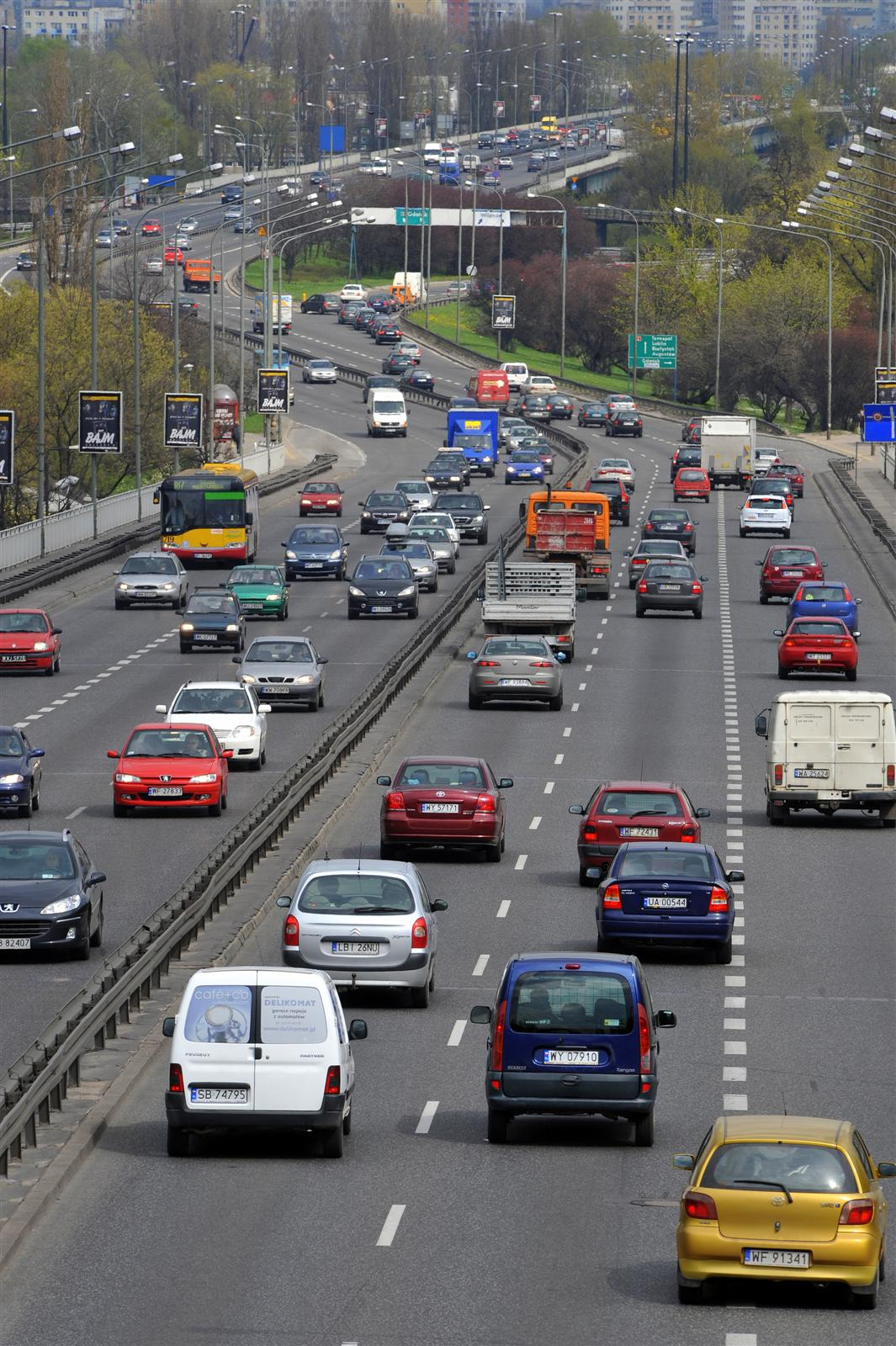
Blick ostwärts

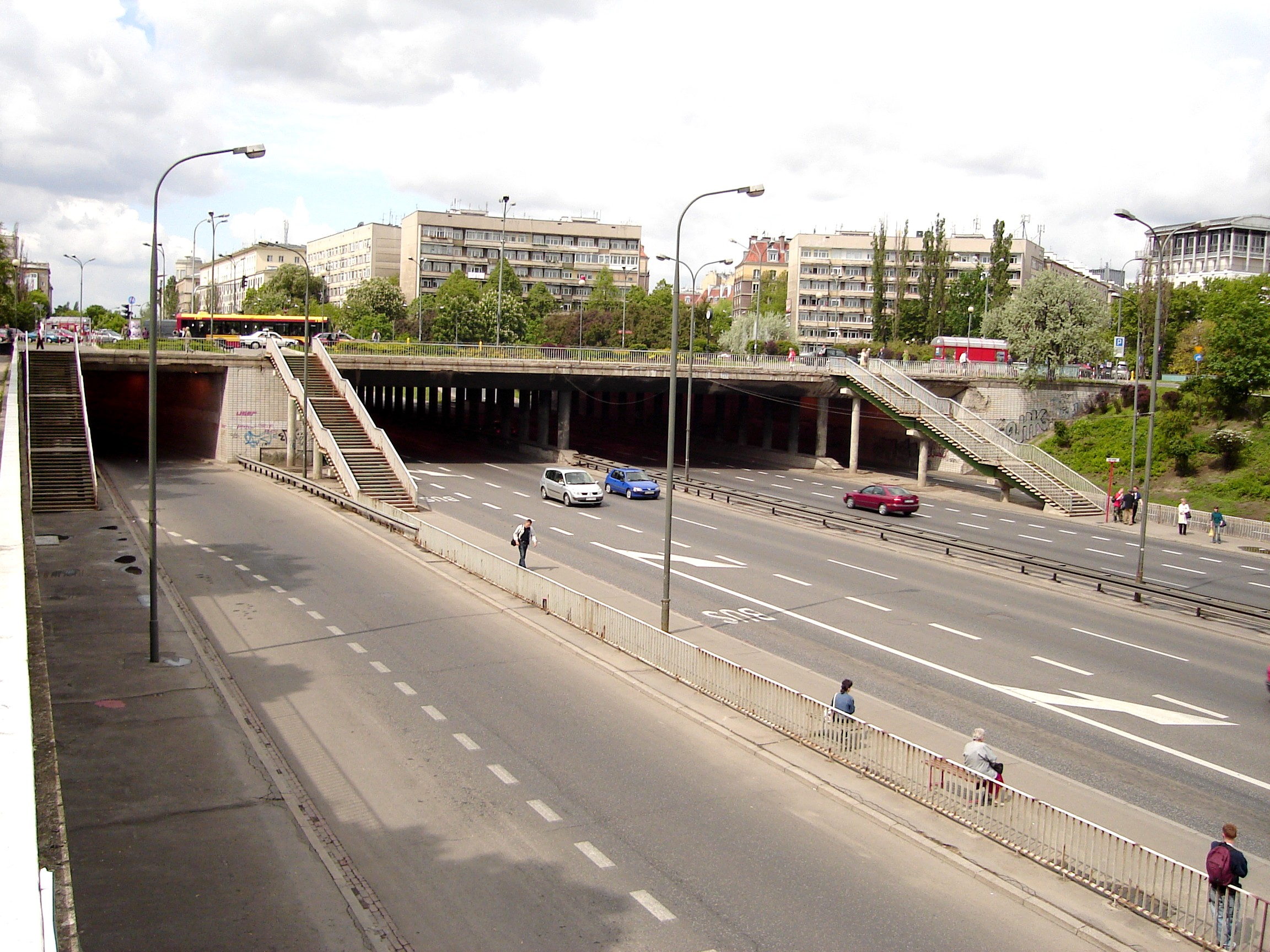
Tunnel unter den Aleje Ujazdowskie

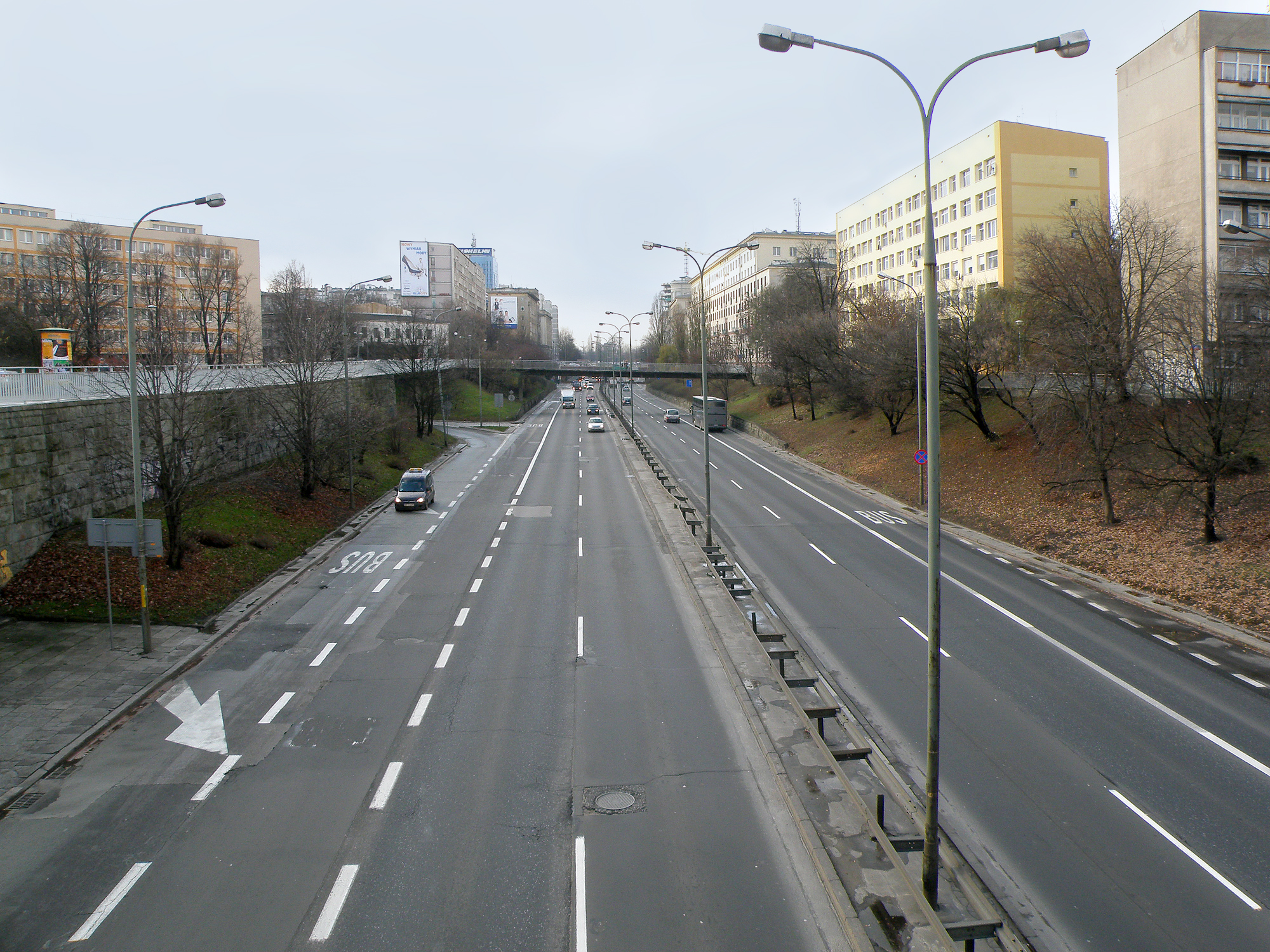
Blick westwärts

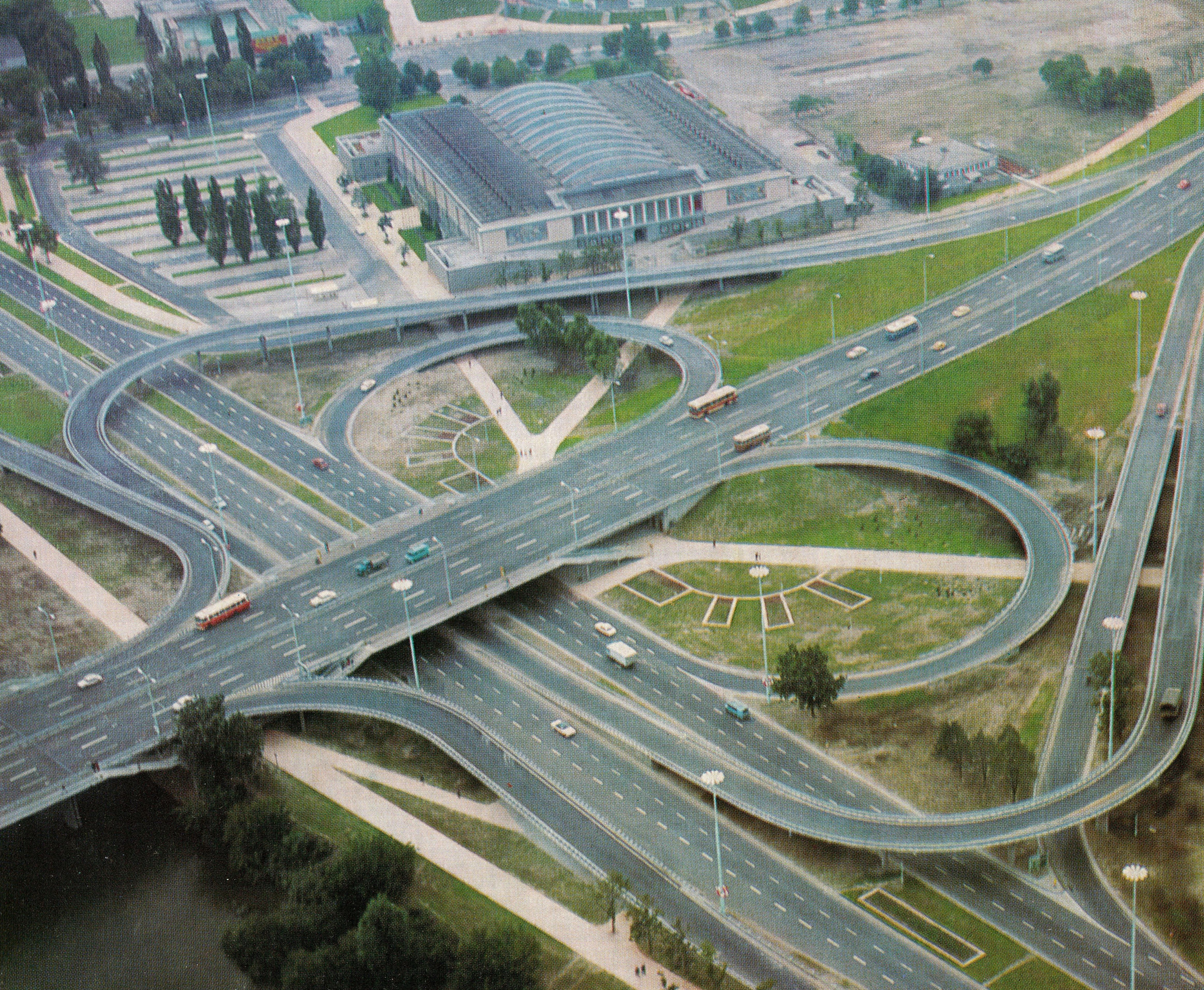
Straßenkreuzung am Weichselufer

Die Łazienkowska-Stadtautobahn (polnisch Trasa Łazienkowska) ist die von 1971 bis 1974 errichtete, zum Großteil kreuzungsfreie, Schnellstraße in Warschau, die die Stadtteile Ochota und Grochów verbindet. Der Name der Trasse stammt vom benachbarten Łazienki-Park.

## Geschichte
Schon um 1938 wurde der Bau einer neuen Straße in Ost-West-Richtung im südlichen Teil Warschaus erwogen. In den ersten Nachkriegsjahren wurde jedoch dem Bau der heutigen W-Z-Verkehrsmagistrale mit der Śląsko-Dąbrowski-Brücke auf den Pfeilern der gesprengten Most Kierbedzia die Priorität gegeben.
Beim Bau des Marszałkowska-Dzielnica-Mieszkaniowa-Wohnviertels 1950–1953 wurde eine Schneise für die zukünftige Straße vorgesehen. Erst in den 1960er Jahren wurde eine neue Verkehrsmagistrale geplant, aber wegen der vom Parteisekretär Władysław Gomułka verordneten Sparmaßnahmen wurden die Vorbereitungen zum Bau gestoppt. Der neue Parteisekretär Edward Gierek gab 1970 der Initiative seine Unterstützung und die Bauarbeiten wurden energisch durchgeführt, was ihm eine Popularität bei der Warschauer Bevölkerung brachte.

## Verlauf
Die Trasse beginnt als Ulica Wawelskae bei der Ulica Grójecka, beim Fliegerdenkmal kreuzt sie im Kreisverkehr die Ulica Żwirki i Wigury, verläuft in Tunnels unter den Ulica Waryńskiego, Ulica Marszałkowska und Aleje Ujazdowskie, auf den 840 m langen Viadukten zur neuen Łazienkowski-Brücke und weiter auf dem rechten Weichselufer längs der Aleja Stanów Zjednoczonych bis zum Stadtteil Grochów.
Die Trasse wurde mit zwei dreispurigen Fahrbahnen mit Asphaltbelag gebaut. Die Durchlaßfähigkeit wurde auf 5000 Fahrzeuge pro Stunde berechnet, was bald überschritten wurde.
Das Bauvorhaben wurde am Staatsfeiertag, dem 22. Juli 1974, feierlich eröffnet. Am 14. Februar 2015 kam es zum Brand der hölzernen Verschalung der unter der Łazienkowski-Brücke geführten Rohr- und Kabelleitungen. Dabei erlitt die Stahlkonstruktion irreparable Verformungen, was einen Austausch der gesamten Brückenkonstruktion erforderte. Der Wiederaufbau erfolgte bis zum 28. Oktober 2015.

## Satellitenbilder
- Ujazdowskie-Alleen
- Linkes Weichselufer
- Rechtes Weichselufer
- Abzweig Ostrobramska-Straße